# Boje v Indickém oceánu za druhé světové války
Boje v Indickém oceánu za druhé světové války představovaly sérii vojenských operací ve vodách Indického oceánu, v přilehlých mořích a na pobřežích kontinentů Afriky, Asie, Austrálie a mnohých ostrovů, které trvaly od počátku až do konce druhé světové války. Indický oceán představoval pro Spojence důležitou komunikační trasu pro spojení Austrálie s Britskou Indií a pro spojení Britské Indie a Austrálie s bojišti v Evropě a severní Africe. Proti této přepravě mocnosti Osy nasadily ponorky, pomocné křižníky i těžké hladinové jednotky, které podnikaly nájezdy do Indického oceánu. Další bojové operace probíhaly v souvislosti s pozemními boji a obojživelnými operacemi. Od léta 1940 do konce roku 1941 probíhaly na severozápadě Indického oceánu boje během východoafrické kampaně. Od prosince 1941 probíhaly další pozemní boje na východě během japonského postupu v Britské Malajsii, Nizozemské východní Indii a do Britské Barmy. V květnu 1942 zahájili Spojenci invazi na Madagaskar, který byl v držení Vichistické Francie. V pozdější fázi války pak naopak Britové zahájili postup z Indie do Barmy.

## Japonské operace v Indickém oceánu počátkem roku 1942
V rámci zajištění západního křídla obrany Japonska bylo třeba obsadit ostrovy Andamany a Nikobary v Indickém oceánu. Z těchto ostrovů navíc britské letectvo mohlo ohrožovat japonské jednotky v Barmě. V druhé polovině března 1942 byly Andamany a Nikobary obsazeny japonskými silami.[zdroj?]
Britové užívali Cejlon jako leteckou a námořní základnu, která byla jedním z kotvišť britského Východního loďstva. Nejvýznamnější byly přístavy Kolombo na západním pobřeží ostrova a přístav Tirinkumalí na východním pobřeží Cejlonu. Úkolem napadnout Cejlon byl pověřen 1. úderný svaz pěti letadlových lodí admirála Čúičiho Naguma. Vedle Nagumova svazu a jeho doprovodu se výpadu do Indického oceánu zúčastnil i Malajský svaz admirála Džisaburo Ozawy s jednou lehkou letadlovou lodí a několika křižníky. Jeho úkolem bylo napadat a ničit spojenecké obchodní lodě u východního pobřeží Indie v Bengálském zálivu a napadat indické přístavy.[zdroj?]
Do února 1942 byla obrana Cejlonu zajišťovaná pouze britským Východním loďstvem a postupně přicházely letecké posily. Velitelem britského Východního loďstva byl nejprve viceadmirál Layton, který se ale v březnu 1942 stal velitelem britských sil na Cejlonu a velitelem Východního loďstva se tak nakonec 26. března 1942 stal viceadmirál sir James Somerville. Somerville měl k dispozici tři letadlové lodě, ale ty se s japonskými nemohly co do úderné síly měřit. Vedle letadlových lodí Východní loďstvo disponovalo pěti starými bitevními loděmi, které doplňovalo několik lehčích jednotek Royal Navy a dalších Spojenců. Britové měli navíc základnu na atolu Addu v souostroví Maledivy, o které ovšem Japonci nevěděli.[zdroj?]
Somervill byl o chystaném japonském útoku varován zpravodajskou službou a plánoval se mu postavit v nočním střetnutí, ke kterému ale nakonec nedošlo. V neděli 5. dubna letouny z Nagumových letadlových lodí zaútočily na Kolombo. Japonci se poučili z chyb u Pearl Harboru a hlavní nápor náletu směřovali na přístavní zařízení, dílny, železniční uzel a letiště. V přístavu potopili pouze pomocný křižník HMS Hector a torpédoborec HMS Tenedos. Téhož dne ještě japonské bombardéry potopily křižníky HMS Dorsetshire a HMS Cornwall.[zdroj?]
Ozawův Malajský svaz mezitím nerušeně útočil na lodní dopravu v Bengálském zálivu. Od 5. do 9. dubna zde Ozawa potopil na 23 dopravních lodí s tonáží 112 312 BRT. Ve stejné době operovalo několik japonských ponorek u západního pobřeží Indie. Ponorky I-3, I-5, I-6 a I-7 potopily celkem 5 lodí se 32 404 BRT.[zdroj?]
Dne 9. dubna podnikly Nagumovy letouny útok na přístav Tirinkumalí a letiště China Bay, který způsobil velké škody na přístavních zařízeních. Navíc byla objevena a následně potopena letadlová loď HMS Hermes a další plavidla. Naopak britský pokus o napadení Nagumových lodí letouny z pozemních základen neuspěl.[zdroj?]
Churchill žádal amerického prezidenta Roosevelta o pomoc a odpovědí bylo posílení letecké síly spojenců v Indii. Poškozené přístavy Kolombo a Tirinkumalí byly sice brzy opraveny a ztracené letouny a piloti byli brzy nahrazeni, britské velení však ale poznalo, že Cejlon je příliš vysunutou a těžko udržitelnou základnou. Bylo proto rozhodnuto stáhnout Východní loďstvo k pobřeží Afriky a pro Japonce již nebylo hrozbou.[zdroj?]

## Další japonské akce v Indickém oceánu
Dne 20. dubna Japonci poslali pomocné křižníky Aikoku Maru a Hokoku Maru a ponorku I-30, aby se pokusily vypátrat britské Východní loďstvo, které by potom napadly ponorky 8. eskadry.[zdroj?]
Ke konci května Japonci zjistili přítomnost britského loďstva u Madagaskaru. Zde britský svaz F podporoval výsadek v Diego Suarez (Madagaskar byl spravován francouzskými vichistickými vojsky, takže se Britové obávali, že by Japonci tento ostrov obsadili stejně jako Francouzskou Indočínu).[zdroj?]
30. května pronikly dvě japonské miniponorky do zálivu Diego Suarez. Podařilo se jim poškodit bitevní loď Ramillies a potopit tanker s tonáží 7 000 brt. Ani jedna miniponorka se však zpátky domů nedostala. Jedna zmizela, druhá ztroskotala a posádka byla zastřelena, když se nechtěla vzdát Britům.[zdroj?]
Pomocné křižníky Aikoku Maru a Hokoku Maru potom operovaly ve střední části Indického oceánu a potopily nebo zajaly 3 lodě s tonáží 21 051 brt. Ponorky 8. eskadry napadaly spojeneckou dopravu u pobřeží Afriky. Jelikož zde nebyl ještě zaveden konvojový systém a protiponorková obrana ještě nebyla plně účinná, japonské ponorky dosáhly značných úspěchů, potopily 22 lodí s celkovou tonáží 99 068 brt.[zdroj?]
Pomocné křižníky Hokoku Maru a Aikoku Maru po své první plavbě odpluly do Penangu, aby doplnily palivo, a pak se vydaly zpět na Indický oceán.[zdroj?]
Konec řádění křižníku Hokoku Maru nastal 11. listopadu 1942. Toho dne vyplula z Austrálie nizozemská cisternová loď Ondina (kapitán Willem Horsman) v doprovodu indické minolovky Bengal (kapitán William Wilson) na základnu Diego Garcia v Čagoském souostroví (Indický oceán, jižně od Indie). Někdy v půli cesty narazily spojenecké lodě na japonské pomocné křižníky Aikoku Maru a Hokoku Maru a za chvíli vypukla nerovná bitva.[zdroj?]
Bengal s dělem ráže 76 mm a Ondina se zastaralým dělem ráže 102 mm na jedné straně, na straně druhé japonské pomocné křižníky s několika děly ráže 140 a 152 mm. Po chvíli boje byl Hokoku Maru zasažen (zřejmě granátem z Bengalu) a náhle začala vybuchovat munice. Křižník za chvíli začal hořet a brzy se potopil. Druhý křižník Aikoku Maru potom poškodil Bengal a Ondinu a potom odplul.[zdroj?]
Ondina a Bengal byly sice poškozeny a byly velké ztráty na životech, nakonec se však dokázaly dostat do bezpečí.[zdroj?]

## Konec japonských operací na Indickém oceánu
Japonci se už o Indický oceán příliš nestarali, bylo to pro ně vedlejší bojiště a stále více se zabývali Tichým oceánem, kde bylo třeba zastavit postup Američanů a jejich spojenců. Navíc se v Indickém oceánu v říjnu objevily německé ponorky, které Indický oceán „převzaly“.[zdroj?]